# Antennella recta
Antennella recta is een hydroïdpoliep uit de familie Halopterididae. De poliep komt uit het geslacht Antennella. Antennella recta werd in 1927 voor het eerst wetenschappelijk beschreven door Nutting. 